# 카이라쿰호

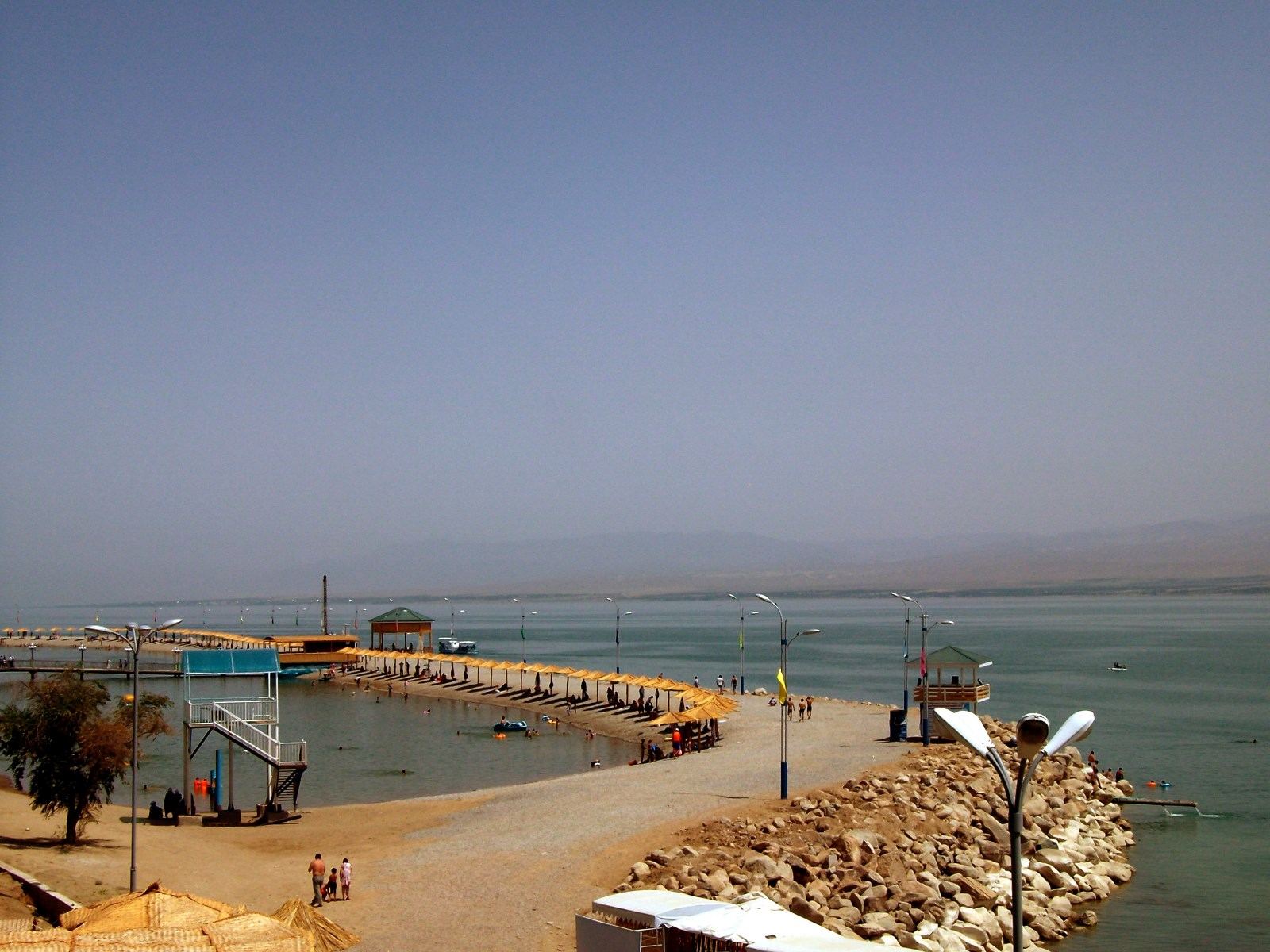
카이라쿰호

카이라쿰호(타지크어: Обанбори Қайроққум)는 타지키스탄 북서부 수그드주에 있는 인공호수다. 1952년 착공하여 1959년부터 사용된 카이라쿰댐에 의해 생겼다. 카이라쿰호는 시르다리야강이 흐르는 페르가나 분지 서부 지역에 있다. 카이라쿰댐으로부터 15km 쯤 떨어진 곳에 후잔트가 있다. 람사르 습지로 지정되어 있다.
호수의 표면적은 523km2, 최대 길이는 56km, 최대 폭은 15km, 평균 수심 8m, 최대 수심 25m다.